# غرينفيلد (ماساتشوستس)
غرينفيلد (بالإنجليزية: Greenfield, Massachusetts)‏ هي مدينة تقع في الولايات المتحدة في مقاطعة فرانكلين (ماساتشوستس). يقدر عدد سكانها بـ 17,456 نسمة ومساحتها 56.7 كم2 وترتفع عن سطح البحر 76 متر.

## المناخ
يظهر الجدول التالي التغييرات المناخية على مدار السنة لغرينفيلد:
| البيانات المناخية لـغرينفيلد      | البيانات المناخية لـغرينفيلد | البيانات المناخية لـغرينفيلد | البيانات المناخية لـغرينفيلد | البيانات المناخية لـغرينفيلد | البيانات المناخية لـغرينفيلد | البيانات المناخية لـغرينفيلد | البيانات المناخية لـغرينفيلد | البيانات المناخية لـغرينفيلد | البيانات المناخية لـغرينفيلد | البيانات المناخية لـغرينفيلد | البيانات المناخية لـغرينفيلد | البيانات المناخية لـغرينفيلد | البيانات المناخية لـغرينفيلد |
| الشهر                             | يناير                        | فبراير                       | مارس                         | أبريل                        | مايو                         | يونيو                        | يوليو                        | أغسطس                        | سبتمبر                       | أكتوبر                       | نوفمبر                       | ديسمبر                       | المعدل السنوي                |
| --------------------------------- | ---------------------------- | ---------------------------- | ---------------------------- | ---------------------------- | ---------------------------- | ---------------------------- | ---------------------------- | ---------------------------- | ---------------------------- | ---------------------------- | ---------------------------- | ---------------------------- | ---------------------------- |
| متوسط درجة الحرارة الكبرى °ف (°م) | 32.7 (0.4)                   | 34.5 (1.4)                   | 44.2 (6.8)                   | 57.3 (14.1)                  | 70.0 (21.1)                  | 78.4 (25.8)                  | 83.0 (28.3)                  | 80.6 (27.0)                  | 73.2 (22.9)                  | 62.2 (16.8)                  | 48.3 (9.1)                   | 35.7 (2.1)                   | 58.3 (14.6)                  |
| متوسط درجة الحرارة الصغرى °ف (°م) | 14.0 (−10.0)                 | 14.5 (−9.7)                  | 25.0 (−3.9)                  | 35.2 (1.8)                   | 45.8 (7.7)                   | 55.1 (12.8)                  | 60.2 (15.7)                  | 58.2 (14.6)                  | 50.8 (10.4)                  | 40.1 (4.5)                   | 30.7 (−0.7)                  | 18.9 (−7.3)                  | 37.4 (3.0)                   |
| الهطول إنش (مم)                   | 3.2 (81)                     | 2.8 (71)                     | 3.5 (89)                     | 3.4 (86)                     | 3.6 (91)                     | 3.7 (94)                     | 3.7 (94)                     | 3.8 (97)                     | 3.6 (91)                     | 3.0 (76)                     | 3.6 (91)                     | 3.5 (89)                     | 41.3 (1٬050)                 |
| متوسط تساقط الثلوج إنش (سم)       | 15.3 (39)                    | 15.1 (38)                    | 8.8 (22)                     | 2.0 (5.1)                    | 0 (0)                        | 0 (0)                        | 0 (0)                        | 0 (0)                        | 0 (0)                        | 0 (0)                        | 2.3 (5.8)                    | 9.5 (24)                     | 53.0 (135)                   |
| متوسط أيام هطول الأمطار           | 10                           | 9                            | 10                           | 10                           | 10                           | 10                           | 10                           | 9                            | 8                            | 8                            | 9                            | 10                           | 113                          |
| المصدر: Weatherbase               |                              |                              |                              |                              |                              |                              |                              |                              |                              |                              |                              |                              |                              |

## معرض صور

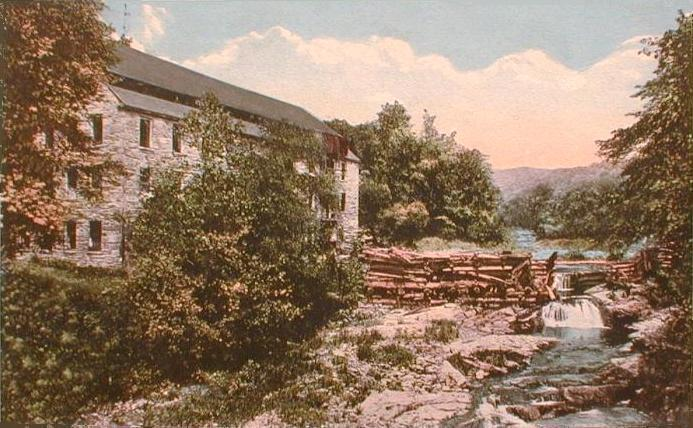
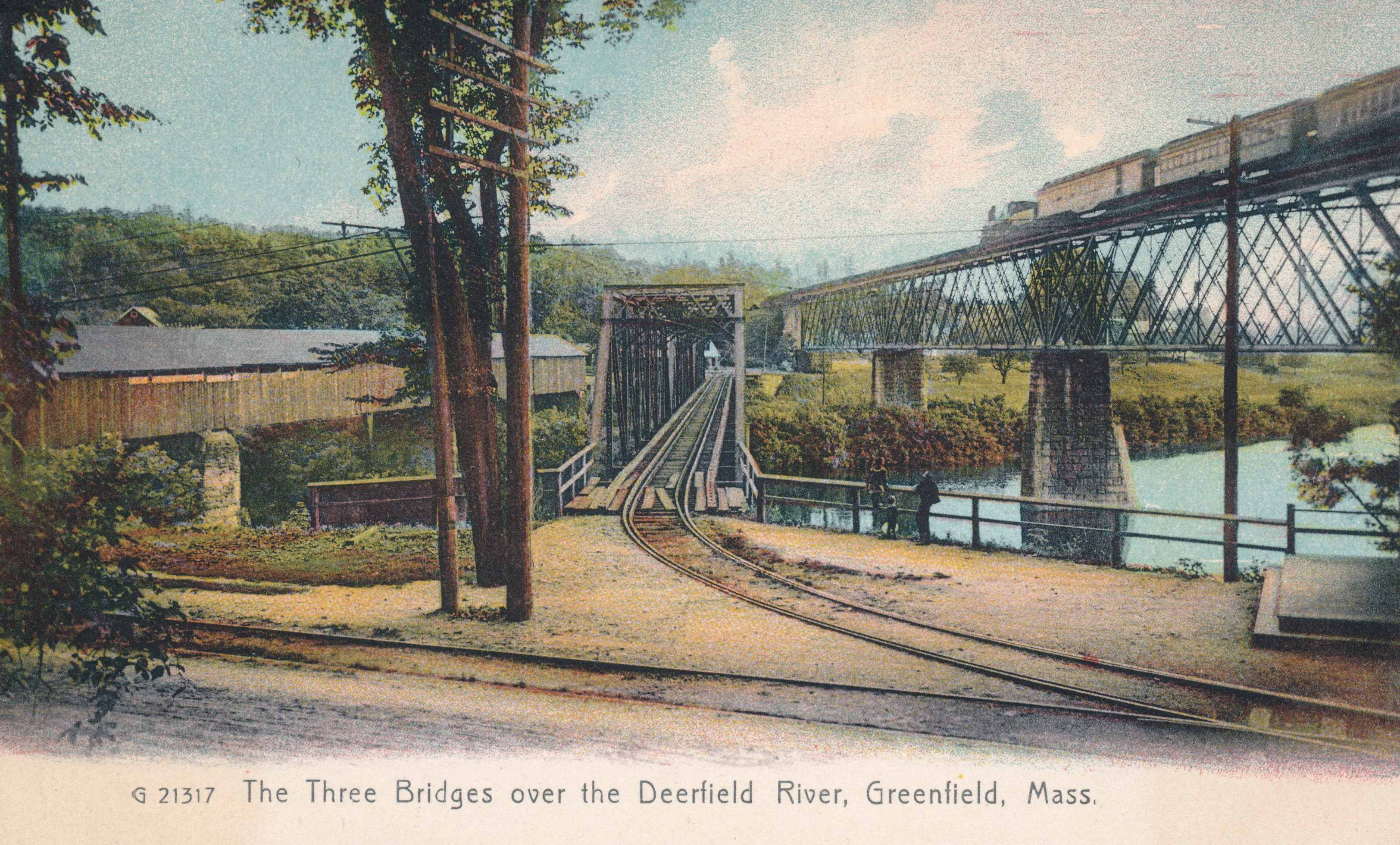
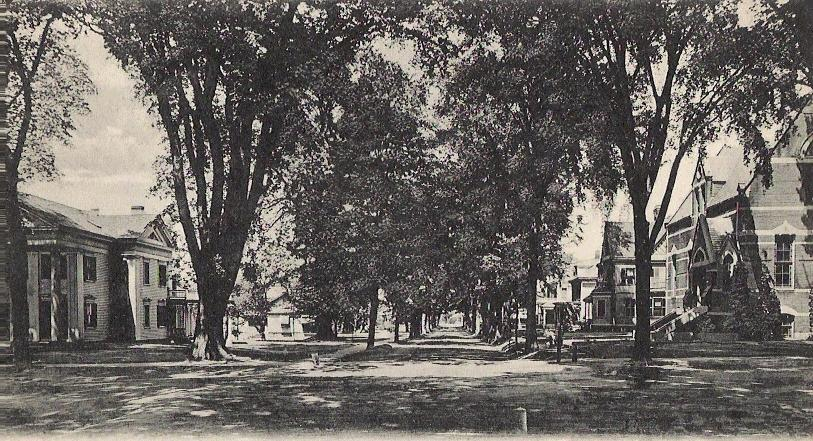
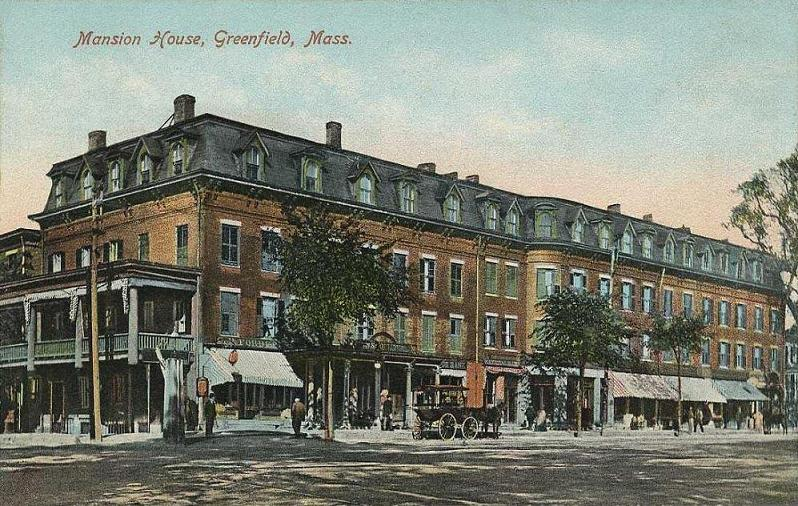

## أعلام
- دايفيد براون
- باول فيتزباتريك راسيل
- دوغ سميث
- جاكي موران
- دانا مالون
- تشارلز إل. أبتون
- جيك لاسي
- بين جيليت
- جورج ريبلي
- هوارد إي. بيغيلو
- هومر تايلور